# 板東俘虜収容所

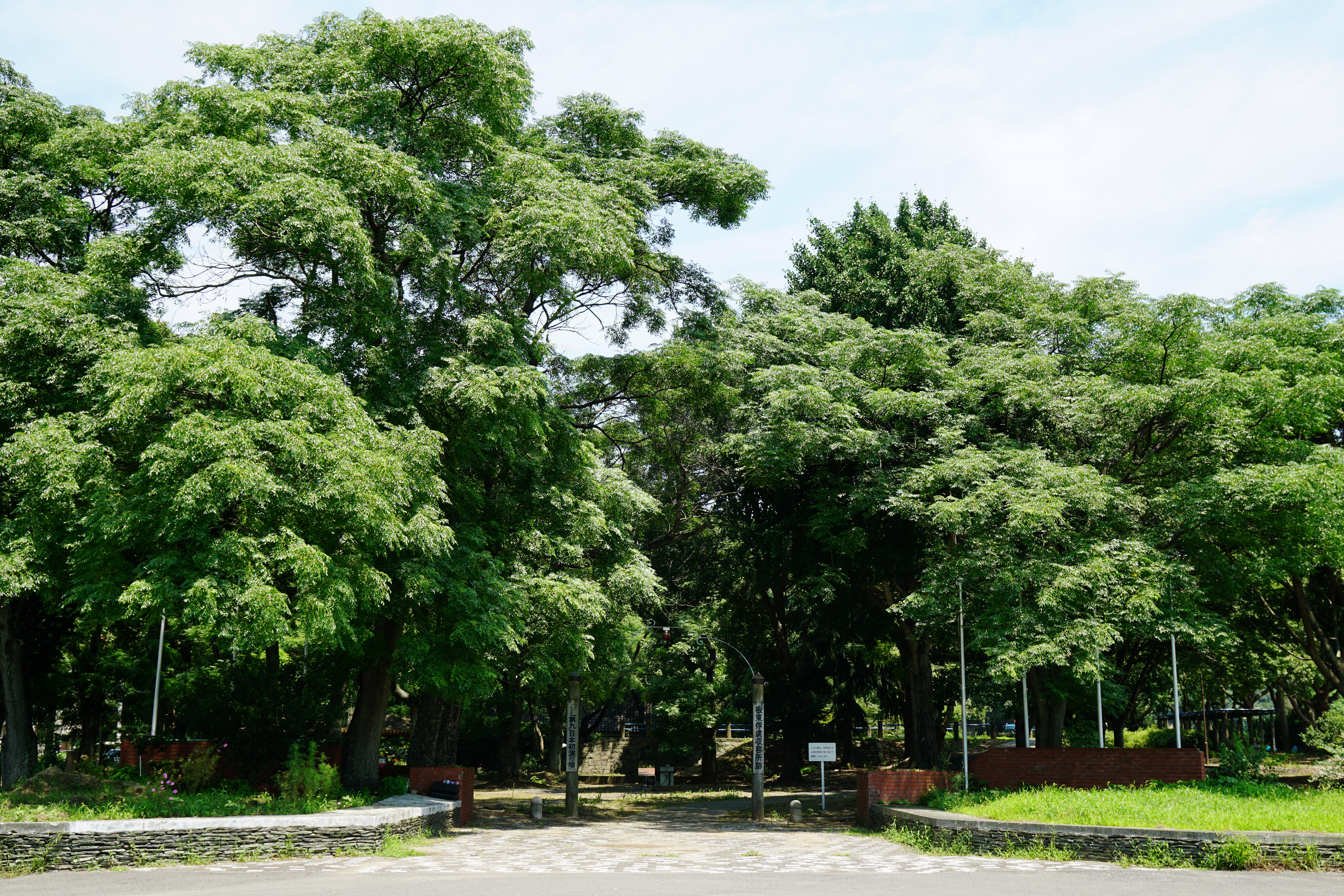
板東俘虜収容所跡。現ドイツ村公園

板東俘虜収容所（ばんどうふりょしゅうようじょ、旧字体：板東俘虜收容所、ドイツ語：Kriegsgefangenenlager Bandō）は、第一次世界大戦（日独戦争）期、日本の徳島県鳴門市大麻町桧（旧板野郡板東町）に開かれた俘虜収容所。
1917年に建てられ、ドイツの租借地であった青島で日本軍やイギリス軍ら連合国の捕虜となった、ドイツ帝国将兵及びオーストリア＝ハンガリー帝国の将兵（日独戦ドイツ兵捕虜）4715名のうち、約1000名を1917年4月から1920年3月まで収容した。収容所跡は2018年度に国の史跡に指定された。現在はドイツ村公園として整備されている。

## 概要

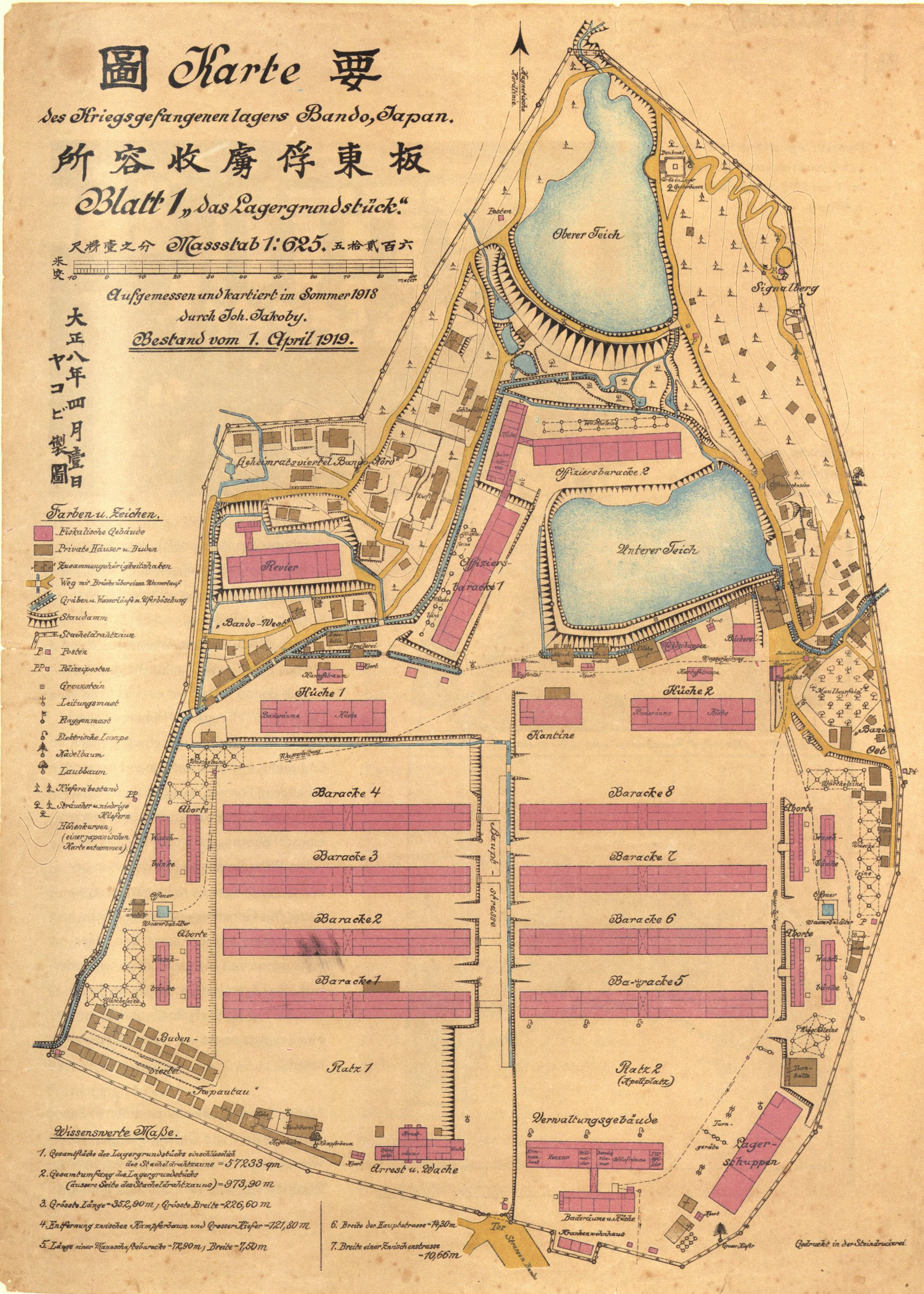
1919年当時の収容所平面図

ドイツ軍及びオーストリア＝ハンガリー軍将兵の捕虜は1914年10月より、日本各地の12箇所に設置された俘虜収容所（その多くは寺院等に仮設された）に順次移送・収容されたが、ヨーロッパでの戦争が長期化したため、長期収容を前提とした収容所を建設して統合が図られた。
当収容所もその一つであり、完成後の1917年に丸亀、松山、徳島の俘虜収容所から、続いて1918年には久留米俘虜収容所から90名が加わり、合計約1000名の捕虜が収容された。ドイツ軍及びオーストリア＝ハンガリー軍将兵の捕虜の収容所としては最後に設置された施設である。
収容所長は松江豊寿陸軍中佐（1917年以後同大佐）。松江は捕虜らの自主活動を奨励した。第一次世界大戦と第二次世界大戦を通じて、今日に至るまで日本で最も有名な俘虜収容所であり、捕虜に対し極めて寛大かつ友好的な処置を行っていたとして知られている。
板東俘虜収容所を通じてなされた捕虜と日本人との交流が、文化的、学問的、さらには食文化に至るまであらゆる分野で両国の発展を促したとも評価されている。板東俘虜収容所の生み出した“神話”は、その後の日独関係の友好化に寄与した。

## 施設と捕虜の活動
捕虜収容所は、兵士の捕虜を収容する8棟の兵舎（バラッケ）を中心に、多数の運動施設、酪農場を含む農園、ウイスキー蒸留生成工場を有した。パンを焼くための竈も作られた。農園では野菜が栽培された。所内には謄写版と石版の印刷所が設置されており、収容所内の週刊新聞『ディ・バラッケ』や文化活動の各種ポスター・プログラムなどが出版された。収容所内での信書のやり取りに用いられた板東収容所切手も印刷所で作られたものである。
捕虜の多くは志願兵となった元民間人で、彼らの職業は家具職人や時計職人、楽器職人、写真家、印刷工、製本工、鍛冶屋、床屋、靴職人、仕立屋、肉屋、パン屋など様々であった。彼らは自らの技術を生かし製作した“作品”を近隣住民に販売するなど経済活動も行い、優れた手工業や芸術活動を披露した。また、建築の知識を生かして捕虜らが建てた小さな橋（ドイツ橋）は、今でも現地に保存されている（現在では保存のため通行は不可）。
文化活動も盛んで、同収容所内のオーケストラは高い評価を受けた。今日でも日本で大晦日に決まって演奏される、ルートヴィヒ・ヴァン・ベートーヴェンの交響曲第9番が日本で初めて全曲演奏されたのも、板東収容所である。このエピソードは『バルトの楽園』として2006年映画化された。

## 閉鎖とその後
1920年にヴェルサイユ条約が発効すると収容所はその役割を終えることとなった。このため、条約の発効日（1920年1月10日）には板東町内がまるで葬式のような雰囲気になったとのエピソードがある。1920年4月1日付で収容所は閉鎖され、閉鎖後の収容所跡地は陸軍の演習所として使用された。8棟あったバラッケの建物のうち半数は第二次世界大戦後まで残り、演習所の閉鎖後は戦地からの引き揚げ者用の住宅として利用された。この引き揚げ者用住宅に居住した一人に板東英二がいる。
1948年、引き揚げ者用住宅で生活していた女性が薪拾いの際、雑草に埋もれた石碑を偶然発見する。それは収容所で亡くなった11人の同僚を追悼するため1919年8月にドイツ軍捕虜らが建立した慰霊碑だった。その女性の夫は当時、ソビエト連邦のウズベキスタンに抑留されていたこともあり、遠い異国の地で亡くなったドイツ軍捕虜とその遺族の心情を考えると他人事とは思えず、放置されていた慰霊碑の清掃と献花の活動を始めた。後に復員してきた女性の夫もウズベキスタンでの抑留生活中に自らを看病してくれたドイツ軍兵士のことを思い出し、捕虜らを供養するため慰霊碑を守る活動に加わった。
これらのことは1960年に読売新聞が報道したのを契機に世に広く知られることとなり、翌年、駐日ドイツ大使（当時は西ドイツ）のウィルヘルム・ハースが板東を訪問する。帰国したハースを通じて慰霊碑の話がドイツ本国に伝わり、1962年に元捕虜と板東の住民の交流が再開された。
地元とドイツ側の両者の協力により、1972年に収容所跡地近くに初代の「鳴門市ドイツ館」が開設される。展示資料には元捕虜から提供されたものも含まれていた。1976年には、収容所跡のドイツ村公園に、合同慰霊碑が鳴門市と在大阪・神戸ドイツ総領事館によって建立された。引き揚げ者用住宅に転用されたバラッケは、1978年までにすべて解体された。
前記した、「ベートーヴェンの交響曲第9番の日本初演が、板東俘虜収容所の捕虜により1918年6月1日に実施された」事績は、ドイツ文学者の冨田弘によって1982年に明らかにされた。冨田に対して鳴門市は1987年5月15日に、市制40周年記念式で表彰を実施している。
開設100周年を迎えた2017年4月には、記念式典がドイツ村公園で、また記念コンサートが鳴門市ドイツ館で、それぞれ開催された。
日本におけるベートーヴェン交響曲第9番の初演から100周年を迎えた2018年6月にはこれを記念して、捕虜および松江豊寿の子孫の訪問や、ドイツ館前への松江豊寿の銅像設置がなされた。初演と同じ6月1日には、ドイツ館前で当時とほぼ同時刻から、初演時と同じ男性のみの合唱編成による演奏会が開催された。

## 遺構
板東俘虜収容所跡地のうち、東側の約1/3は現在「ドイツ村公園」となっており、当時の収容所の基礎（煉瓦製）や給水塔跡、敷地内にあった二つの池や所内で死去した俘虜の慰霊碑が残されている（残る西側は県営住宅や一般の住宅地になっている）。
2007年11月から2011年にかけて鳴門市教育委員会による発掘調査が行われ、地中に埋まっていた建物の基礎などが再確認された。2012年4月に調査報告書がまとめられ、収容所が存在した当時に捕虜によって作成された測量図通りに遺構が発見されたと記載された。鳴門市は2014年度に国の史跡への指定申請をおこなう予定であったが、発掘成果のとりまとめに時間がかかり、2018年度を目標とすることが2015年2月に報じられた。鳴門市では2015年度に収容所敷地の確定作業を実施し、地権者の同意を確認して申請をおこなうとしている。2018年6月、国の文化審議会から板東俘虜収容所跡を史跡に指定する旨の答申がなされ、同年10月15日付けで指定された。なお、史跡指定の対象は元の敷地（5万7000平方メートル）のうち、国・徳島県・鳴門市が所有する約3万7000平方メートルである。
また、徳島県は板東俘虜収容所関係資料のユネスコ記憶遺産への申請を目指し、2016年度から3年間の予定でプロジェクトを予算化した。
住宅に転用されたバラッケには解体後、民間に払い下げられたものがあった。長らくその所在は明確ではなかったが、2002年に倉庫や牛舎として再利用されているバラッケが発見され、現在までに同様に再利用された建物は8か所発見されている。最初に再発見された2つのバラッケ（安藝家バラッケ・柿本家バラッケ）は2004年に国の登録有形文化財に登録された。このうち柿本家バラッケは2006年にドイツ館南側の「道の駅第九の里」に解体・移築され、店舗施設「物産館」として利用されている。
地元ではその後発見されたものも含めた建物を元の場所へ移築復元することを目標としたNPO法人が2008年10月に結成された。
映画『バルトの楽園』撮影に際して2005年に板東に建設され、撮影終了後2009年2月まで公開されたロケセット（BANDOロケ村）はドイツ村公園とは別の場所で規模も実際とは異なるが、2010年4月に一部を移築の上で「阿波大正浪漫 バルトの庭」として再公開するにあたり、現存する実際のバラッケ1棟も敷地内に移築・公開された。「阿波大正浪漫バルトの庭」は2015年5月6日限りで閉園したが、施設の今後については未定となっている。

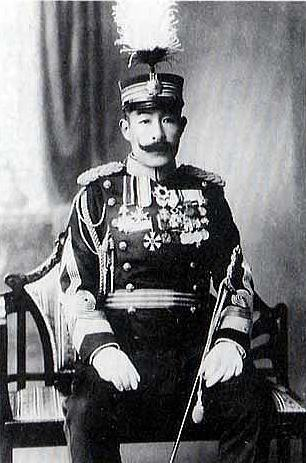
収容所長の松江豊寿陸軍中佐
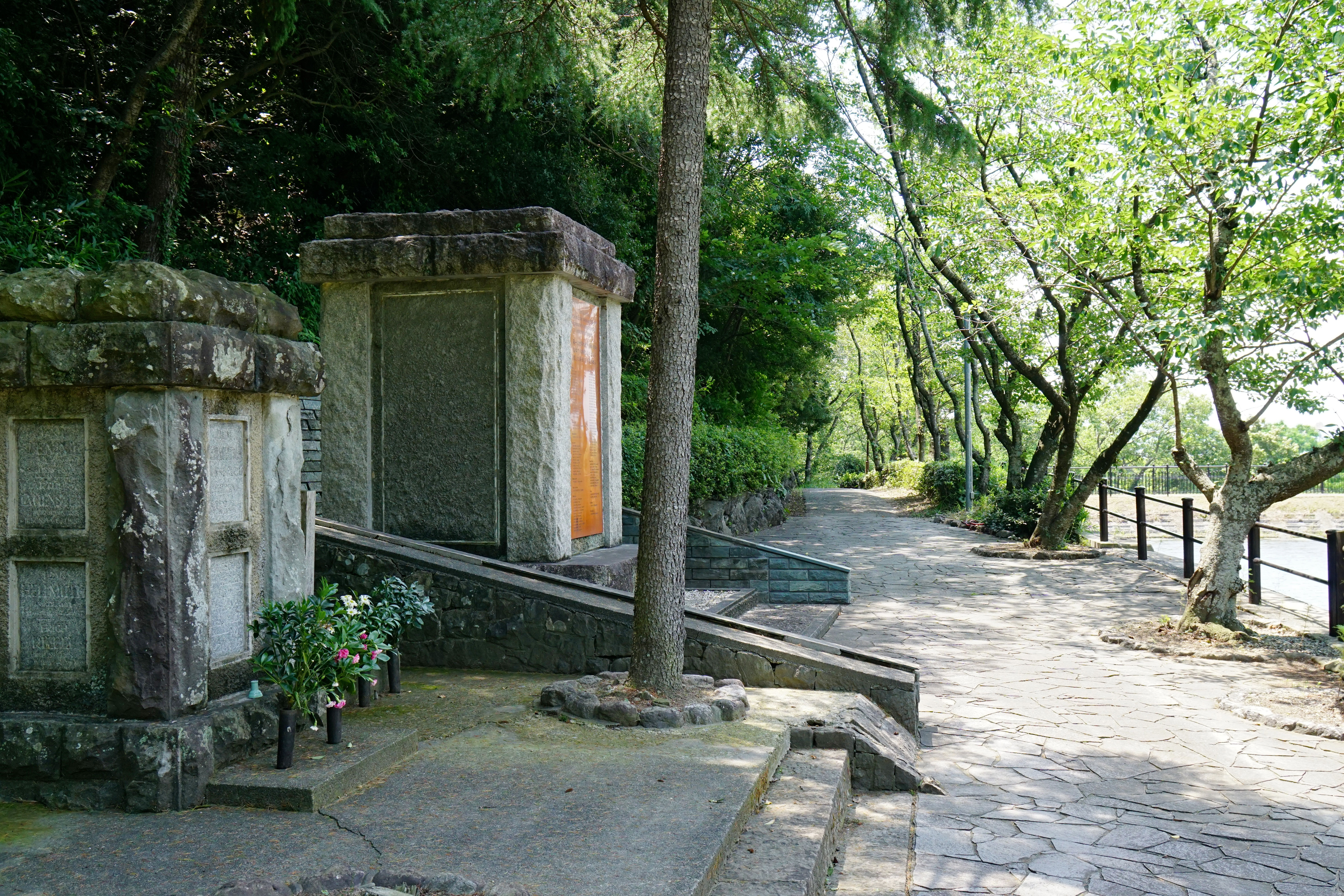
ドイツ人俘虜慰霊碑
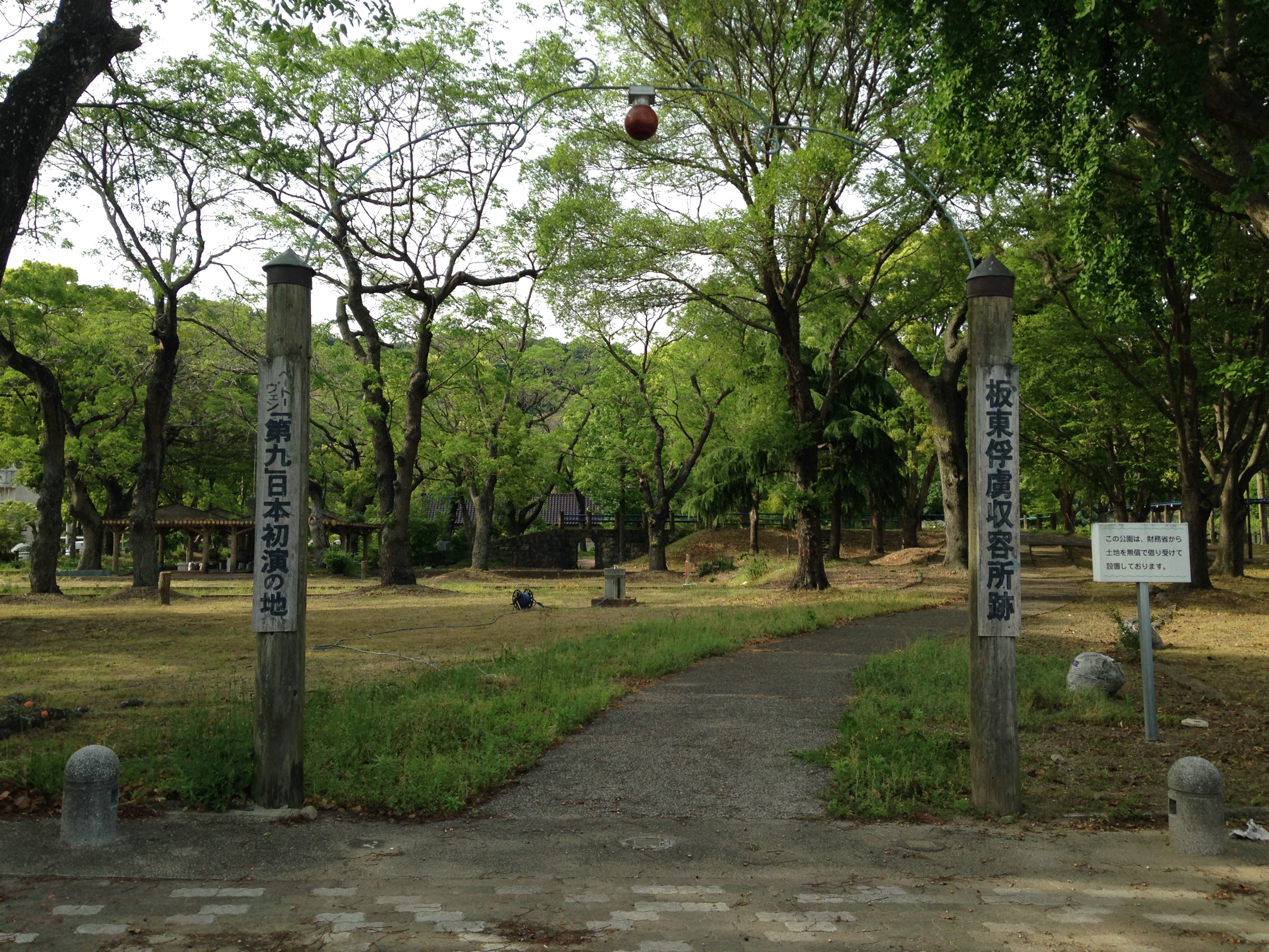
ドイツ村公園入口
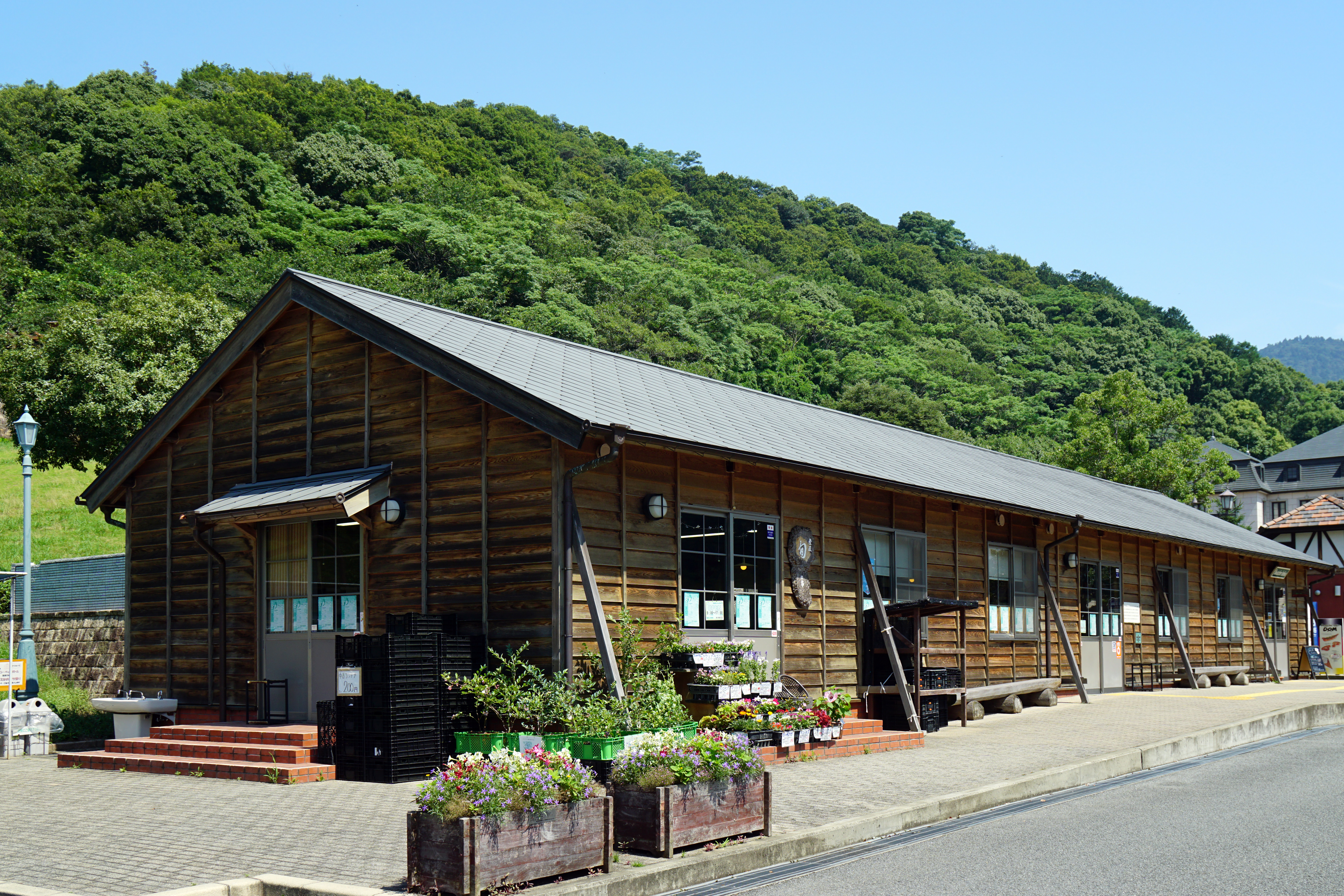
道の駅第九の里に移築現存する兵舎（国の登録有形文化財）
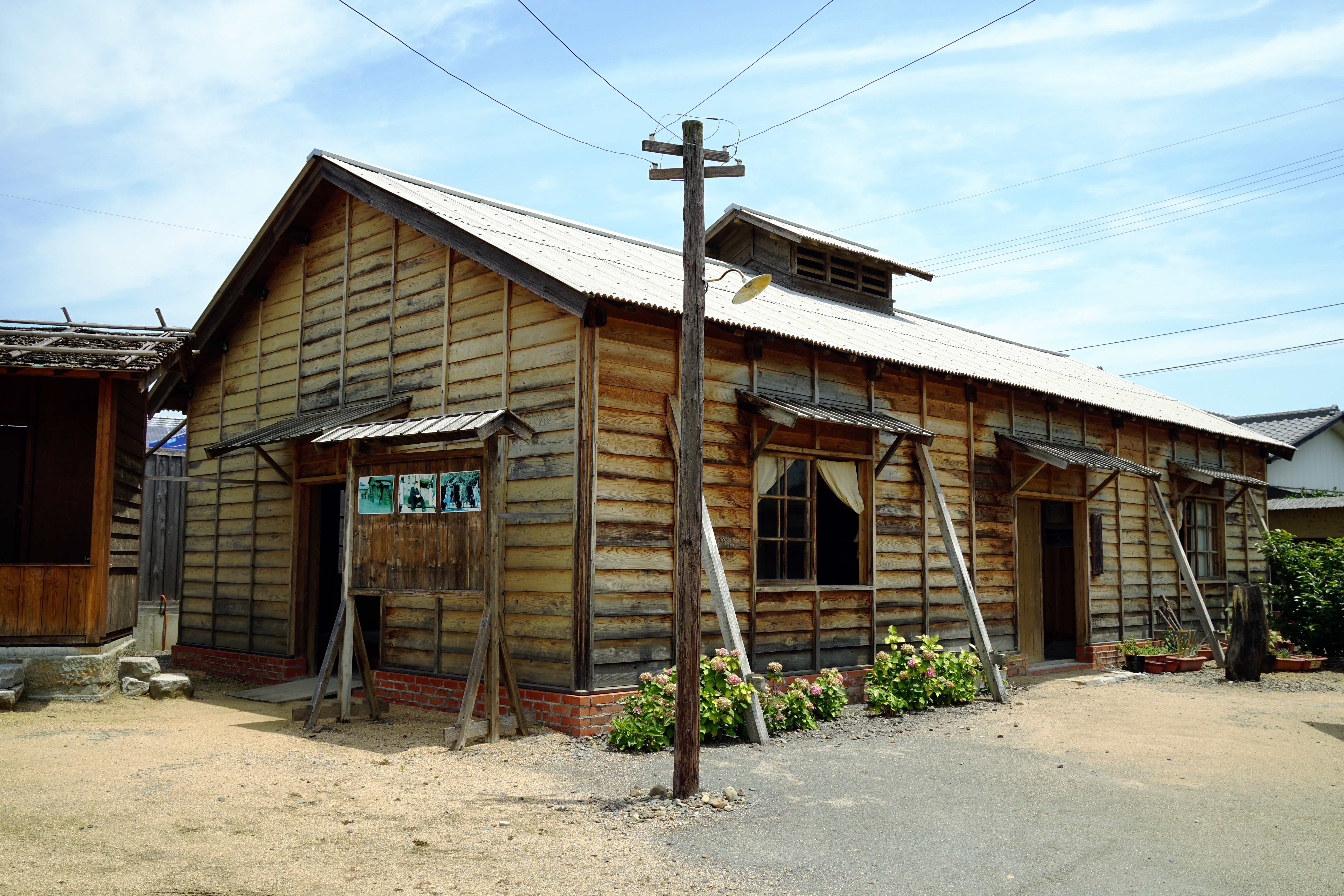
阿波大正浪漫 バルトの庭に移築現存する兵舎

## 周辺
- 阿波大正浪漫 バルトの庭 - 徒歩2分。映画「バルトの楽園」のロケセットや実際の俘虜収容所兵舎を移築した博物館・テーマパーク（2015年５月6日で閉園）。
- 船本牧舎 - 徒歩2分。国登録有形文化財。1917年建築。板東俘虜収容所のドイツ人の設計により建設された[24]。
- 霊山寺 - 徒歩8分。四国八十八箇所第一番霊場。ドイツ人俘虜による音楽の授業が境内で行われた。
- 大麻比古神社 - 徒歩10分。阿波国一宮。ドイツ人俘虜により建設されたドイツ橋と眼鏡橋が現存。
- 道の駅第九の里 - 徒歩10分。板東俘虜収容所のバラッケ1棟が移築保存されている。
- 鳴門市ドイツ館 - 徒歩10分。板東俘虜収容所をメインテーマの一つとする博物館。
- 鳴門市賀川豊彦記念館 - 徒歩10分。建物はドイツ人俘虜の設計により建設された船本牧舎をモデルとしている[24]。
- ばんどうの鐘 - 日独友好と恒久平和を祈念して、ドイツ館の背後の山に建設された。